# Hyŏn Ch’ŏl Hae
Hyŏn Ch’ŏl Hae (kor. 현철해; ur. 13 sierpnia 1934, zm. 19 maja 2022) – północnokoreański marszałek i polityk. Szef Biura Stałego Komisji Obrony Narodowej (najważniejszego wówczas organu w północnokoreańskim systemie politycznym) oraz wiceprzewodniczący Wydziału Informacyjno-Organizacyjnego Komitetu Centralnego Partii Pracy Korei. Ponadto członek KC i deputowany do Najwyższego Zgromadzenia Ludowego, parlamentu KRLD.
Hyŏn Ch’ŏl Hae był również koordynatorem wizytacji Kim Dzong Ila w jednostkach wojskowych na terenie całego kraju. W przekazie Koreańskiej Centralnej Agencji Prasowej Hyŏn był często wymieniany jako towarzysz przywódcy podczas tych wizytacji, nazywanych „udzielaniem wskazówek na miejscu”.

## Życiorys
Hyŏn Ch’ŏl Hae był absolwentem Szkoły Rewolucjonistów w Man’gyŏngdae koło Pjongjangu oraz Wojskowej Akademii im. Nicolae Bălcescu w Rumunii. W latach 60. XX wieku służył w osobistej ochronie Kim Ir Sena. W 1968 roku otrzymał stopień wojskowy generała-majora i został zastępcą dyrektora w Wydziale Politycznym Ministerstwa Koreańskiej Armii Ludowej. Z tego stanowiska został zdymisjonowany w latach 70. Później był szefem jednostki treningowej dla żołnierzy z tylnych oddziałów frontu.
W 1986 roku Hyŏn Ch’ŏl Hae dostał awans na generała-porucznika i został dyrektorem w Wydziale Logistyki Ministerstwa Koreańskiej Armii Ludowej, gdzie pracował do 1995 roku. W grudniu 1991, na 19. Plenum KC PPK otrzymał tytuł kandydata na członka Komitetu Centralnego Partii Pracy Korei, a jego pełnoprawnym członkiem został dwa lata później, w grudniu 1993 roku.
Po odejściu ze stanowiska szefa logistyki w ministerstwie KAL, Hyŏn został przeniesiony do Wydziału Politycznego w tym samym resorcie, gdzie również otrzymał stanowisko kierownicze. W 1998 roku po raz pierwszy dostał się do Najwyższego Zgromadzenia Ludowego 10. kadencji. W NZL zasiadał nieprzerwanie do śmierci.
Dyrektorem Biura Stałego Komisji Obrony Narodowej KRLD Hyŏn Ch’ŏl Hae został w 2007 roku.